# Збруч (село)
Збруч (укр. Збруч) — село в Каменец-Подольском районе Хмельницкой области Украины.
Население по переписи 2001 года составляло 376 человек. Почтовый индекс — 32365. Телефонный код — 3849. Занимает площадь 1,666 км².

## История
В 1946 г. указом ПВС УССР село Ляшковица переименовано в Збруч.

## Местный совет
32364, Хмельницкая обл., Каменец-Подольский р-н, с. Ластовцы